# 阿卜杜勒阿齐兹·比西
阿卜杜勒阿齐兹·比西（阿拉伯语：‎，1994年3月11日—）是沙特阿拉伯的职业足球运动员，司职前锋。现效力于沙特阿拉伯职业足球联赛的伊蒂哈德，也代表沙特阿拉伯国家足球队。

## 荣誉
伊蒂哈德
- 沙特阿拉伯职业足球联赛冠军：2022-23
- 沙特超级盃冠军：2022